# Rödtandad hättemossa
Rödtandad hättemossa (Orthotrichum pulchellum) är en bladmossart som beskrevs av Brunton in Smith 1807. Rödtandad hättemossa ingår i släktet hättemossor, och familjen Orthotrichaceae. Arten är reproducerande i Sverige. Inga underarter finns listade i Catalogue of Life.

## Bildgalleri

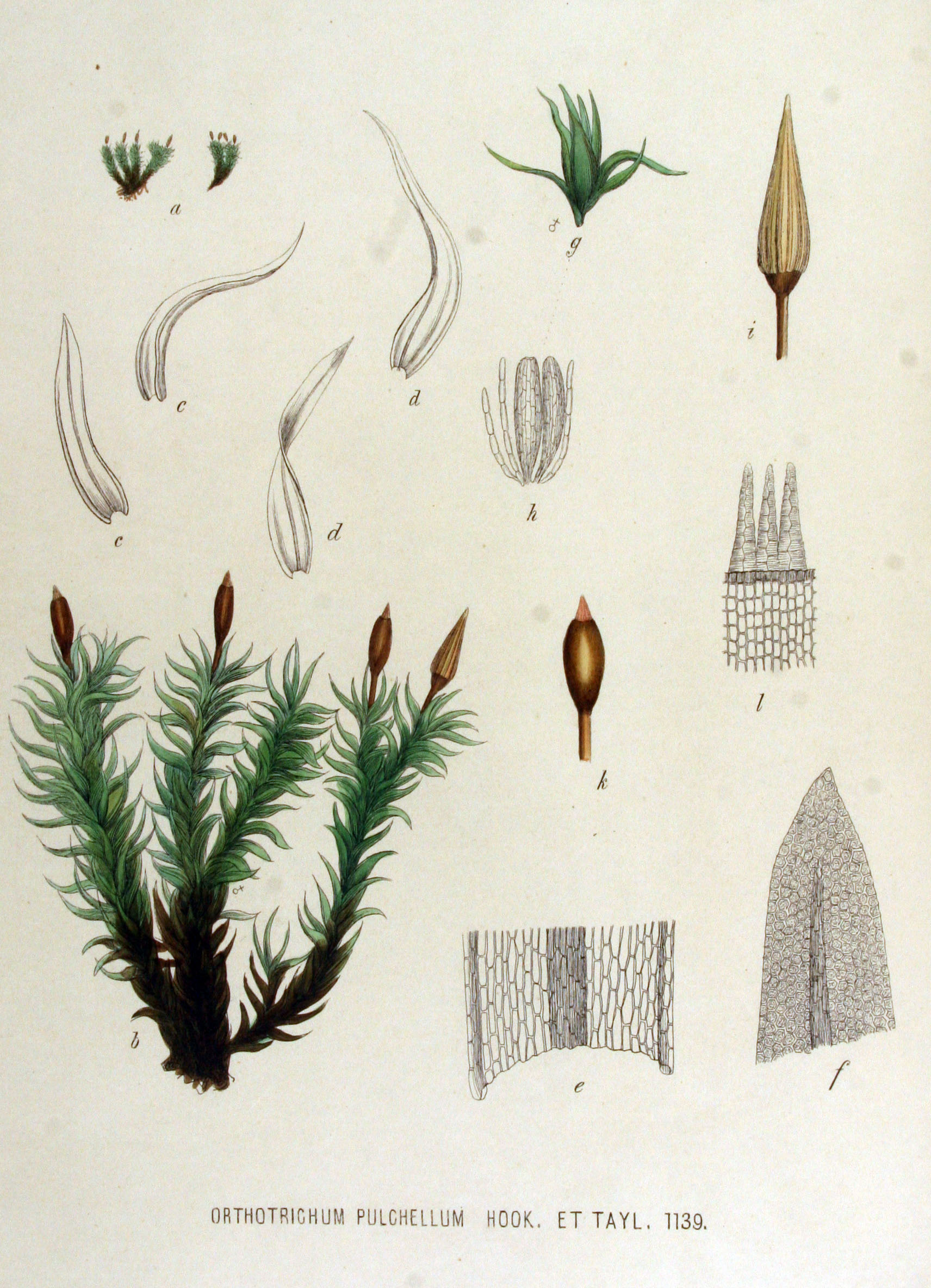